# Diário Catarinense
O Diário Catarinense (estilizado como DC:) é um jornal semanal em formato de revista publicado no estado de Santa Catarina. Fundado em 5 de maio de 1986, é o jornal de maior tiragem e mais ampla circulação em Santa Catarina.
O DC, como é conhecido, é editado pela NSC Comunicação (de propriedade do Grupo NC), que também publica outros jornais e mantém as estações de rádio e as emissoras de televisão afiliadas à Rede Globo no estado de Santa Catarina.

## História
O Diário Catarinense começou a circular em 5 de maio de 1986 como o último projeto idealizado pelo fundador do Grupo RBS, Maurício Sirotsky Sobrinho.
Primeiro jornal informatizado da América Latina. Foi também o primeiro jornal do estado a utilizar fotos coloridas. Em dezembro de 2009 o jornal sofreu grandes mudanças gráficas e de conteúdo escrito, idealizadas principalmente por Nilson Vargas que assumiu como editor-chefe do jornal no mesmo ano.
Em novembro de 2015, o jornal deixa de ter uma edição aos domingos e passa a ter uma edição conjunta nos finais de semana. Em 2016, nas vésperas das comemorações dos 30 anos do jornal, o DC passa por uma reformulação gráfica, com novas divisões e estilo de capa, à semelhança de Zero Hora. A nova logomarca passa a ser as letras DC em negrito, acompanhadas de dois pontos logo após a segunda letra, ficando a estilização DC:. A logomarca, então fixa no cabeçalho, passa a ser móvel, adotando uma tendência internacional igual a Zero Hora, e utilizado pelo jornal gaúcho de 1964 a 1994, não tendo sido utilizado no jornal catarinense.
Em março de 2016, todas as operações do Grupo RBS em Santa Catarina foram vendidas ao Grupo NC, dos empresários Lírio Parisotto, Carlos Sanchez, Marcus Sanchez e Leonardo Sanchez. Em agosto de 2016, o empresário Lírio Parisotto deixa da sociedade, ficando então Carlos Sanches como o único prorietário e a presidência de Mário Neves. Em agosto de 2017, passa a integrar a NSC Comunicação após as transições dos grupos RBS para NC. Em 31 de agosto, é lancada a Versar, nova plataforma de estilo de vida consistindo na nova revista semanal encartada no jornal. Em 11 de novembro, o DC lança uma nova Superedição aos fins de semana ampliando o número de páginas com a estreia de novos cadernos além de manter a característica estadual de trazer as informações da capital e de todas as regiões do estado além de modernizar a edição diária com um novo guia de entretenimento no lugar do Anexo. Outra mudança no DC, é a logomarca da NSC ao lado da do jornal.

### Fim das edições diárias
Em 25 de outubro de 2019, foi a última edição diária do jornal. A partir dia 26 de outubro de 2019 o jornal passou a ser semanal. O Diário Catarinense deixa de ter circulação diária, passando a circular apenas aos fins de semana em formato de revista. Com isso, passa a concentrar seu conteúdo nos meios digitais pelo portal NSC Total.

## Prêmios

### Prêmio ExxonMobil de Jornalismo(Esso)
Esso Especial Interior
| Ano  | Obra                | Veículo de mídia   | Autor          | Resultado |
| ---- | ------------------- | ------------------ | -------------- | --------- |
| 2010 | "O campo envelhece" | Diário Catarinense | Simoni Kafruni | Venceu    |

### Prêmio Vladimir Herzog
Prêmio Vladimir Herzog de Multimídia
| Ano  | Obra                                                            | Veículo de mídia                      | Autor | Resultado |
| ---- | --------------------------------------------------------------- | ------------------------------------- | --- | --------- |
| 2017 | “Sozinhas: histórias de mulheres que sofrem violência no campo” | Diário Catarinense – Florianópolis/SC | Ângela Bastos, Aline Fialho, Chico Duarte, Felipe Carneiro, Julia Pitthan, Maiara Santos, Ricardo Wolffenbüttel | Venceu    |

Prêmio Vladimir Herzog de Internet
| Ano  | Obra                                    | Veículo de mídia        | Autor         | Resultado |
| ---- | --------------------------------------- | ----------------------- | ------------- | --------- |
| 2015 | “As quatro estações de Iracema e Dirceu | Diário Catarinense (SC) | Ângela Bastos | Venceu    |